# Ecolalia
En neurolingüística y medicina, ecolalia (del griego ἠχώ, ‘eco’ y de λαλιά, ‘habla’ o ‘charla’) es una perturbación del lenguaje en la que el sujeto repite involuntariamente una palabra o frase que acaba de pronunciar otra persona en su presencia, a modo de eco. Es un trastorno del habla, caracterizado por la repetición semiautomática, compulsiva e iterativa de las palabras o frases emitidas por el interlocutor e imitando su entonación original.
En ocasiones, el sujeto incluso puede llegar a repetir palabras o frases recién escuchadas en programas de entretenimiento de fuentes audiovisuales (o medios de comunicación) como lo son la televisión, la radio, cines, entre otros. Dichas palabras imitadas pueden llegarlas a repetir una cantidad de veces indefinidas, dependiendo de la persona en cuestión.

## Signo clínico
Puede presentarse en los trastornos del neurodesarrollo, la discapacidad intelectual, la demencia, la esquizofrenia, así como en las enfermedades extrapiramidales y en las afasias.

## Diagnóstico diferencial
No hay que confundirlo con que el sujeto lo repita por falta de entendimiento, que también se da el caso.

## La ecolalia en el trastorno del espectro autista (TEA)
Según Marian Sigman y Lisa Capps, «se cree que la insuficiencia en la capacidad de anticipar lo que necesitan o desean oír quienes escuchan también inhibe el lenguaje espontáneo y contribuye a ese modo de hablar repetitivo, como lo haría un loro, conocido como ecolalia y que figura entre las anomalías más destacadas de los niños pequeños autistas. Aproximadamente el 80 % de todas las personas autistas verbales desarrollan este tipo de anomalía, y parece que quienes repiten más usan menos lenguaje espontáneo. Cuanto más lenguaje generativo posee un individuo, menos propenso será a ese modo de hablar como en un eco. Sin embargo, se sigue sin saber por qué aparece la ecolalia en las personas autistas.
Las observaciones realizadas a personas autistas indican que tienden a repetir como un eco aquello que va dirigido directamente a ellas. La ecolalia destaca la diferencia entre comprensión y transmisión».
«Uta Frith señala esta anomalía como una manifestación palmaria de la mala conexión entre los sistemas de procesamiento más periféricos y un sistema central que se ocupa del significado. De este modo, las personas autistas y otras que no entienden completamente el habla pueden ser capaces, no obstante, de producirla. Además, los sujetos autistas que sí entienden el habla tal vez repitan las expresiones aparentemente sin finalidad comunicativa. En efecto, un eco que se produce en seguida puede ser señal de que no se ha conseguido registrar un mensaje.
Otros investigadores han afirmado que la ecolalia representa un método gestáltico u holístico de procesamiento del lenguaje, de tal modo que la repetición de la pregunta “¿Quieres una galleta?” significa “sí”».